# Tachymenis
Genre
Tachymenis est un genre de serpents de la famille des Dipsadidae.

## Répartition
Les 6 espèces de ce genre se rencontrent en Amérique du Sud.

## Liste des espèces
Selon The Reptile Database (29 août 2013) :
- Tachymenis affinis Boulenger, 1896
- Tachymenis attenuata Walker, 1945
- Tachymenis chilensis (Schlegel, 1837)
- Tachymenis elongata Despax, 1910
- Tachymenis peruviana Wiegmann, 1835
- Tachymenis tarmensis Walker, 1945

## Description
Ce sont des serpents venimeux.

## Publication originale
- Wiegmann, 1835 "1834" : Beiträge zur Zoologie gesammelt auf einer Reise um die Erde. Siebente Abhandlung. Amphibien. Nova Acta Physico-Medica, Academiae Caesarae Leopoldino-Carolinae, Halle, vol. 17, p. 185-268 (texte intégral).